# Rancho del Cura Tejería
Rancho del Cura Tejería är en ort i Mexiko.   Den ligger i kommunen Xochistlahuaca och delstaten Guerrero, i den sydöstra delen av landet, 300 km söder om huvudstaden Mexico City. Rancho del Cura Tejería ligger 616 meter över havet och antalet invånare är 487.
Terrängen runt Rancho del Cura Tejería är huvudsakligen kuperad, men norrut är den bergig. Runt Rancho del Cura Tejería är det ganska glesbefolkat, med 50 invånare per kvadratkilometer. Närmaste större samhälle är Guadalupe Victoria, 4,0 km söder om Rancho del Cura Tejería. Omgivningarna runt Rancho del Cura Tejería är en mosaik av jordbruksmark och naturlig växtlighet.